# Eugenia nodulosa
Eugenia nodulosa är en myrtenväxtart som beskrevs av Ignatz Urban. Eugenia nodulosa ingår i släktet Eugenia och familjen myrtenväxter. Inga underarter finns listade i Catalogue of Life.